# چهل سال
«چهل سال» تک‌آهنگی با صدای گوگوش و سیاوش قمیشی است که ترانهٔ آن توسط رها اعتمادی نوشته، و تنظیم آن توسط الیاس شیرزاد انجام شده‌است. این ترانه درباره چهل سال حکومت جمهوری اسلامی در ایران است.

## انتقاد
یکی از بخش‌های این ترانه (یه مادری که چند ساله دیگه نون‌آورِ مرده)، بحث‌هایی راجع به تبعیض علیه زنان و کوچک‌شمردن نقش زنان در جامعه برانگیخته‌است.